# Marahoué

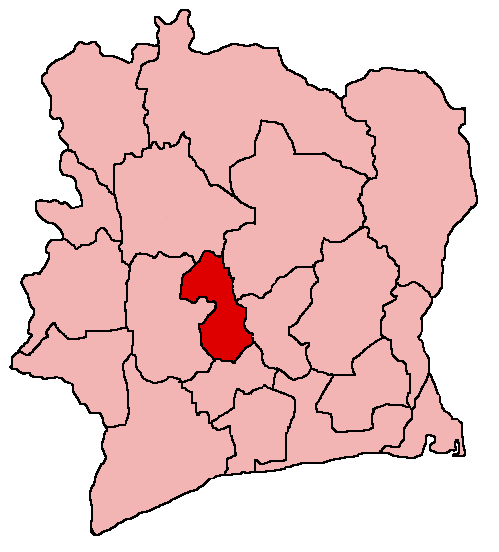
Poloha regionu Marahoué na mapě Pobřeží slonoviny

Marahoué je region v centrální části Pobřeží slonoviny. Jeho rozloha činí 8 500 km², v roce 2002 zde žilo 651 700 obyvatel. Hlavním městem regionu je Bouaflé.
Až do roku 2011 byl jedním z 19 regionů, ze kterých sestával stát Pobřeží slonoviny. V roce 2011 vznikl sloučením tohoto regionu s regionem Haut-Sassandra distrikt Sassandra-Marahoué. Region se dále dělí na 5 departementů.

Departementy a podprefektury regionu Marahoué.